# Okrouhlá (Boêmia do Sul)
Okrouhlá é uma comuna checa localizada na região da Boêmia do Sul, distrito de Písek.